# 郝树声
郝树声（1953年—），汉族，无党派人士、第十一届全国政协委员。
担任甘肃省社会科学院历史研究所所长。2008年，当选第十一届全国政协委员，代表社会科学界，无党派，分入第三十三组。